# Depi Evratesil 2020
La terza edizione di Depi Evratesil (in armeno Դեպի Եվրատեսիլ?) è stata organizzata dall'emittente radiotelevisiva armena ARMTV per selezionare il rappresentante nazionale all'Eurovision Song Contest 2020 a Rotterdam.
La vincitrice è stata Athīna Manoukian con Chains on You.

## Organizzazione
Dopo l'insuccesso all'Eurovision Song Contest 2019 in cui la rappresentante armena era stata selezionata internamente, il 5 novembre 2019 ARMTV ha annunciato il ritorno di Depi Evratesil, programma televisivo che nel 2017 e nel 2018 aveva coinvolto il pubblico nella scelta del rappresentante nazionale eurovisivo. Il 22 gennaio 2020 è stato confermato che la finale si sarebbe svolta il successivo 15 febbraio. Come era già successo nel 2018, i risultati saranno decretati da un mix di voto della giuria nazionale, giuria internazionale e televoto, ciascuno con il peso di un terzo sul totale.

## Partecipanti
ARMTV ha aperto la possibilità a tutti gli artisti interessati di inviare canzoni per il festival dal 5 novembre al 31 dicembre 2019, purché i cantanti fossero o cittadini armeni o di etnia armena. I dodici finalisti sono stati annunciati il 28 gennaio 2020, mentre le canzoni sono state pubblicate il successivo 5 febbraio. I partecipanti sono stati selezionati fra le proposte da una giuria interna composta da Naira Gurjinyan, Anita Hakhverdyan, Lilia Nikoyan, Ruben Babayan, Vardan Hakobyan, Tigran Danielyan, David Tserunyan, Karen Tataryan e Anush Ter-Ghukasyan.
| Artista                     | Titolo                   | Lingua  | Compositori                                                        |
| --------------------------- | ------------------------ | ------- | ------------------------------------------------------------------ |
| Agop                        | Butterflies              | Inglese | Haik Solar, Arni Rock, Dzovinar Melkom Melkomian                   |
| Arthur Aleq                 | Heaven                   | Inglese | Arthur Aleq                                                        |
| Athīna Manoukian            | Chains on You            | Inglese | Athīna Manoukian, DJ Paco                                          |
| Erna                        | Life Faces               | Inglese | Zaruhi Petrosyan, Zarine Mkhitaryan                                |
| Eva Rida                    | No Love                  | Inglese | Eva Rida                                                           |
| Gabriel Jeeg                | It's Your Turn           | Inglese | Gabriel Jeeg, Tigran Atayan                                        |
| Hayk Music                  | What It Is to Be in Love | Inglese | Hayk Music                                                         |
| Karina Evn                  | Why?                     | Inglese | Edward Meison                                                      |
| Miriam Baghdasaryan         | Run Away                 | Inglese | Dan Cinelli, Miriam Baghdasaryan                                   |
| Sergej & Nikolaj Harutyunov | Ha, Take a Step          | Inglese | Sergey Harutyunov, Nikolay Harutyunov                              |
| Tokionine                   | Save Me                  | Inglese | Tokionine, George Brainshaker, Vova Baghmanyan, Suzanne Khanzadyan |
| Vladimir Arzumanyan         | What's Going On Mama     | Inglese | Martin Mirzoyan, Grigor Kyokchyan                                  |

## Finale
La finale si è tenuta il 15 febbraio 2020 presso gli studi di ARMTV. Athīna Manoukian ha vinto il voto di entrambe le giurie ed è arrivata terza nel televoto, superata in quest'ultimo da Vladimir Arzumanyan e da Erna, accumulando comunque abbastanza punti da vincere con un ampio distacco.
| #  | Artista                     | Titolo                   | Giuria | Giuria | Televoto | Totale | Posizione |
| #  | Artista                     | Titolo                   | Armena | Inter. | Televoto | Totale | Posizione |
| -- | --------------------------- | ------------------------ | ------ | ------ | -------- | ------ | --------- |
| 1  | Agop                        | Butterflies              | 33     | 27     | 15       | 75     | 10        |
| 2  | Karina Evn                  | Why?                     | 29     | 30     | 25       | 84     | 9         |
| 3  | Hayk Music                  | What It Is to Be in Love | 20     | 27     | 10       | 52     | 12        |
| 4  | Erna                        | Life Faces               | 31     | 34     | 55       | 120    | 2         |
| 5  | Eva Rida                    | No Love                  | 39     | 40     | 5        | 84     | 8         |
| 6  | Athīna Manoukian            | Chains on You            | 58     | 60     | 50       | 168    | 1         |
| 7  | Gabriel Jegg                | It's Your Turn           | 20     | 39     | 40       | 99     | 5         |
| 8  | Sergej & Nikolaj Harutyunov | Ha, Take a Step          | 36     | 15     | 45       | 96     | 7         |
| 9  | Miriam Baghdasaryan         | Run Away                 | 40     | 33     | 35       | 108    | 4         |
| 10 | Vladimir Arzumanyan         | What's Going On Mama     | 31     | 27     | 60       | 118    | 3         |
| 11 | Arthur Aleq                 | Heaven                   | 15     | 30     | 20       | 65     | 11        |
| 12 | Tokionine                   | Save Me                  | 38     | 28     | 30       | 96     | 6         |